# Glinice (Chorwacja)
Glinice – wieś w Chorwacji, w żupanii karlowackiej, w gminie Cetingrad. W 2011 roku liczyła 31 mieszkańców.